# Peter Bottomley
Peter James Bottomley (ur. 30 lipca 1944 w Newport) – brytyjski polityk Partii Konserwatywnej. Od 1975 do 2024 członek Izby Gmin. Od 1997 do 2024 reprezentował okręg wyborczy Worthing West. Po wyborach w 2019 r. został Ojcem Izby.

## Życiorys

### Wczesne życie
Urodził się w Newport w hrabstwie Shropshire jako syn Sir Jamesa Bottomleya, oficera Armii Brytyjskiej, który zrobił karierę w Biurze Spraw Zagranicznych i Wspólnoty, i Barbary (z domu Vardon), pracowniczki socjalnej. Miał dwóch braci i dwie siostry, jeden z braci zmarł w wieku 13 lat. Został ochrzczony w kościele parafialnym św. Swithuna w Cheswardine, gdzie jego rodzice pobrali się.
Ukończył gimnazjum w Waszyngtonie, szkołę Westminster, a następnie studiował ekonomię w Kolegium Trójcy Świętej w Cambridge. Jego promotorem był James Mirrlees, który później zdobył nagrodę Nobla w dziedzinie ekonomii.
Przed wstąpieniem do polityki pracował jako nauczyciel, kierowca ciężarówki i monter oświetlenia. Do Partii Konserwatywnej wstąpił w 1972 r. w wieku 28 lat.

### Kariera polityczna
Bottomley startował w wyborach samorządowych do Rady Wielkiego Londynu z okręgu wyborczego Vauxhall w 1973 r., a następnie w wyborach parlamentarnych w lutym i październiku 1974 r. z okręgu Woolwich West. Trzykrotnie został pokonany przez kandydatów Partii Pracy. W 1975 r. zmarł  reprezentant Woolwich West William Hamling, zaledwie 18 miesięcy po wygranych wyborach. Bottomley wystartował w wyborach uzupełniających 26 czerwca 1975 r., tym razem odnosząc sukces. Został wybrany przewagą 2382 głosów i pozostał na stanowisku przez kolejne 22 lata (w 1983 r. okręg nieznacznie zmienił granice i nazwę na Eltham).
W 1978 r. został prezesem Konserwatywych Związkowców (Conservative Trade Unionists), stanowisko to piastował przez dwa lata. W latach 1978–1984 był powiernikiem (trustee) organizacji pozarządowej Christian Aid. W 1978 r. jako członek parlamentarnej grupy praw człowieka (Parliamentary Human Rights Group) prowadził kampanię mającą na celu zapobieżenie przewidywanemu zamachowi na arcybiskupa Oskara Romero. Później reprezentował Brytyjską Radę Kościołów (British Council of Churches) na jego pogrzebie w Salwadorze w 1980 r. Podczas ceremonii doszło do zamieszek, w których zginęło do 50 osób, w tym 14 znajdowało się w pobliżu Petera Bottomleya.
W 1982 r. został osobistym sekretarzem parlamentarnym (Parliamentary Private Secretary) Cranleya Onslowa, ówczesnego ministra stanu w Biurze Spraw Zagranicznych oraz Wspólnoty.
W wyborach parlamentarnych w 1983 r. ubiegał się o reelekcję w okręgu wyborczym Eltham, utworzonym z poprzedzającego go Worhing West. Zdobył mandat z przewagą 7592 głosów. Po wyborach został osobistym sekretarzem parlamentarnym sekretarza stanu w Departamencie Zdrowia i Ubezpieczeń Społecznych Normana Fowlera.
Po dziewięciu latach spędzonych na tylnych ławkach Izby Gmin, Peter Bottomley wstąpił do rządu Margaret Thatcher. W 1984 r. został podsekretarzem stanu w Ministerstwie Zatrudnienia (Department for Employment). W 1986 r. został przeniesiony do Ministerstwa Transportu (Department of Transport), gdzie objął stanowisko ministra ds. ruchu drogowego, a w 1989 r. do Urzędu ds. Irlandii Północnej (Northern Ireland Office). Został usunięty przez Margaret Thatcher w 1990 roku, kiedy na krótko został osobistym sekretarzem parlamentarnym Petera Brooke'a, sekretarza stanu ds. Irlandii Północnej.
W 1997 r. wystartował w wyborach parlamentarnych w nowo utworzonym okręgu wyborczym Worthing West, zdobywając mandat z przewagą 7713 głosów. W wyborach w 2001 r. zwiększył przewagę do 9037 głosów.
Wspiera brytyjskich emerytów mieszkających za granicą, głównie w krajach Wspólnoty Brytyjskiej, których emerytury państwowe zostały zamrożone po stawkach w dniu migracji. Wspiera obniżenie wieku uprawniającego do głosowania do 16 lat.
W referendum w 2016 r. był przeciwnikiem Brexitu.
Działa na rzecz ofiar tzw. skandalu skażonej krwi, w którym 3891 osób zostało zakażonych wirusem zapalenia wątroby typu C, w tym 1243 również wirusem HIV, w wyniku przyjmowania skażonych produktów z krwi dostarczanych przez National Health Service (NHS) w latach 70. i 80. XX wieku. Podczas debaty w parlamencie  24 listopada 2016 r. wezwał premier Theresę May do przyjrzenia się tej sprawie.
Po reelekcji w wyborach powszechnych w 2019 r. został najdłużej urzędującym członkiem Izby Gmin, a tym samym Ojcem Izby.
W wyborach w 2024 nie uzyskał reelekcji parlamentarnej.

## Życie prywatne
W 1967 r. ożenił się z Virginią Garnett, która później została ministrem zdrowia oraz w 2005 r. uzyskała tytuł para dożywotniego jako baronowa Bottomley of Nettlestone. Mają syna i dwie córki. Posiadają mieszkanie w Worthing i domy w Waverley i Westminsterze.
W 1989 r. wygrał sprawę sądową z tabloidami The Mail on Sunday, Daily Express i News of the World w związku z zarzutami o powiązania z pracownikiem socjalnym z jego okręgu wyborczego, oskarżonego o niewłaściwe zachowanie wobec dzieci. The Mail on Sunday musiał wypłacić odszkodowanie wysokości około 130 000 funtów.
W 1995 r. otrzymał odszkodowanie 40 000 funtów od Sunday Express za artykuł, w którym oskarżono go o zdradę żołnierza odsiadującego wyrok za zabójstwo, przez pojawienie się na spotkaniu z politykiem Sinn Féin Martinem McGuinnessem.
W 2011 r. został uhonorowany Odznaką Rycerza Kawalera.